# يار محمد (تشيلو)
يار محمد (بالفارسية: یارمحمد) هي منطقة سكنية تقع في إيران في قسم تشيلو الريفي.